# Evil Zone
Evil Zone, stilizzato come EVIL Z♀NE in Europa e distribuito originariamente come Eretzvaju (封神領域エルツヴァーユ?, Fūjin ryōiki Erutsuvāyu, lett. "Area del sigillo spirituale Eretzvaju") in Giappone, è un videogioco picchiaduro a incontri per la console PlayStation, sviluppato da Yuke's Future Media Creators e pubblicato dalla Titus Software nel 1999. In seguito è stato convertito anche per PC e tale versione è stata distribuita solo in Corea del Sud. Il giocatore può scegliere tra dieci personaggi per combattere in varie modalità di gioco tra cui la modalità storia, modalità arcade, la modalità versus, modalità pratica e modalità di sopravvivenza.

## Trama
La trama del gioco racconta di un essere conosciuto come Ihadurca, una potente strega che può esistere in varie dimensioni allo stesso tempo. Attraverso pesanti sacrifici, gli abitanti del mondo di I-Praseru (Happy Island) sono stati in grado di confinare temporaneamente Ihadurca in una dimensione conosciuta come Evil Zone. Ora, un torneo permetterà di scegliere il guerriero più forte in tutto il pianeta il quale sarà in grado di sconfiggere Ihadurca prima che lei possa uscire dalla Evil Zone e minacciare il mondo, ancora una volta.
La modalità storia è costruita in un modo decisamente unico e si distingue da altri videogiochi di lotta. Ogni personaggio ha una storia sviluppata come un anime televisivo, prima di ogni combattimento c'è una presentazione con tanto di nomi e anteprime dell'episodio con la voce del protagonista. Con il progredire del gioco, il giocatore scoprirà i retroscena e le motivazioni che hanno spinto il personaggio selezionato a partecipare a tale competizione.

## Modalità di gioco
I combattimenti si svolgono su un campo tridimensionale e i personaggi possono spostarsi in indietro, avanti, verso sinistra e verso destra per eludere il nemico con facilità. Il sistema di combattimento utilizza solo due tasti, uno d'attacco e un altro di difesa, caratteristica molto differente rispetto alla maggior parte dei picchiaduro, come ad esempio la serie Street Fighter.
Ogni personaggio si controlla esattamente nello stesso modo, tuttavia ognuno di loro presenta una serie di attacchi unici. Mantenendo il tasto "triangolo" premuto, un personaggio può caricare fino a 3 power action che permetteranno un attacco speciale molto potente. Il tempo necessario per caricare completamente un power action dipende dalla salute del personaggio, un personaggio con più salute avrà più tempo per caricare, mentre un personaggio con poca salute potrebbe addebitare tutte e 3 le scorte in pochi secondi.

## Personaggi

### Principali
Danzaiver - "L'eroe degli Eroi" (完全懲悪ダンザイバー?, Kanzen chōaku Danzaibā)
Doppiato da: Tomokazu Seki (ed. giapponese), Jon St. John (ed. inglese)
Il suo vero nome è Mikagami Sho e proviene dal pianeta Izanda. Egli partecipa al torneo per cercare di liberare la sua partner, Yuri, che è stata rapita. Ad aiutare il simpatico ventunenne c'è il fratello gemello di Yuri, Ruri.
Alty Al Lazel - "Il mago di ghiaccio" (アルティ・アル・ラーゼル?, Aruti Aru Rāzeru)
Doppiato da: Akiko Yajima (ed. giapponese), Lani Minella (ed. inglese)
Proveniente dall'Isola di Kumi, questo quindicenne perse i genitori quando era ancora un bambino, divenendo in seguito mago di corte. Il suo nome gli è stato affidato dal tribunale dei maghi.
Keiya Tenpouin - "L'uomo dell'ombra" (てんぽういん けいや?, Tenpōin Keiya)
Doppiato da: Hikaru Midorikawa (ed. giapponese), Chris Wilcox (ed. inglese)
Keiya sta per divenire il capo del clan "Tempou-in". Questo ventiquattrenne giapponese è un tipo scontroso ed inavvicinabile, ma ciò è dovuto alla sua infelicità da quando la sua miglior amica Himika fu quasi uccisa da Linedwell. L'obbiettivo di Keiya è quello di vendicare la sua amica uccidendo Linedwell e rincorrere a qualsiasi metodo pur di salvarle la vita.
Erel Plowse - "Una ragazza perennemente allegra" (エリル・プローズ?, Eriru Purōzu)
Doppiata da: Hōko Kuwashima (ed. giapponese), Sue Wakefield (ed. inglese)
Anche lei proviene dall'Isola di Kumi ed ha diciassette anni. Erel utilizza una speciale tuta-armatura che poggia sulle sue spalle che lei chiama Nephilm, il cui potere è alimentato dal suo spirito di lotta e la cui creazione pare sia dovuta a Kakurine. Erel è una mercenaria anche soprannominata "Aiutante di Dio" e che agisce sempre secondo la sua etica. Ella è innamorata di Al Alty Lazel e durante la modalità storia essi lotteranno per salvare l'uno la vita dell'altra.
Midori Himeno - "Una fiera combattente" (姫野 翠?, Himeno Midori)
Doppiata da: Noriko Hidaka (ed. giapponese), Lani Minella (ed. inglese)
Proveniente dal Giappone, Midori Himeno è un'appassionata di arti marziali che sta per ereditare il dojo della sua famiglia. Ha diciotto anni ed è ancora una studentessa delle superiori. Lei e Setsuna sono grandi amiche.
Setsuna Saizuki - "L'Angelo Custode" (さいづき セツナ?, Saizuki Setsuna)
Doppiata da: Kyōko Hikami (ed. giapponese), Moriah Angeline (ed. inglese)
Setsuna è una giovane studentessa di quattordici anni, ha un'entità parallela che esiste al suo interno (il come ed il perché non è mai spiegato) e veglia su di lei come un angelo custode. Questo spirito è chiamato Karin ed assume la forma di una ragazza semi-trasparente. È Karin che dà a Setsuna la sua capacità soprannaturale e le dona una spada che la ragazza utilizzerà per proteggere le persone dalle forze del male, proprio come un angelo custode. Setsuna e Midori Himeno, un altro personaggio del gioco, sono amiche: tutte le abilità di lotta che Setsuna conosce, le ha apprese da Midori.
Gally 'Vanish' Gregman - "Un ragazzo affascinante dai temibili poteri" (ガリィ・‘バニッシュ’グレッグマン?, Garyi ‘Banisshu’ Guregguman)
Doppiato da: Tesshō Genda (ed. giapponese), Paul Eiding (ed. inglese)
Neutrale nel torneo, Gally è un trentaseienne originario del pianeta Aradia. Famoso cacciatore di taglie, è stato ingaggiato per uccidere Ihadurca da un cliente. Possiede un'enorme spada che funge da suo maggiore punto di forza. Egli è apparentemente un grande pianista e cerca di nascondere la sua dipendenza dall'alcol alla moglie.
Linedwell Rainrix - "Un medium allo spuntar del giorno" (ラインドウェル・レインリクス?, Raindoeru Reinrikusu)
Doppiato da: Issei Futamata (ed. giapponese), Rick Calvert (ed. inglese)
Conosciuto anche come "Lie". Linedwell Rainrix è un ventunenne inglese che ha rubato la spada "Shahal" da un antiquario e conduce una vita distruttiva. È la spada in questione che concede a Lie delle abilità soprannaturali. Si sostiene che sia un'incarnazione di Satana: Kakurine e Ihadurca sono consapevoli della sua identità. A quanto pare è affetto da doppia personalità.
Kakurine - "Un'anima estremamente pura" (かくりね?, Kakurine)
Doppiata da: Omi Minami (ed. giapponese), Moriah Angeline (ed. inglese)
Sebbene ella abbia ben 10.000 anni, Kakurine possiede l'aspetto ed il comportamento di una ragazzina. Vive in una dimensione parallela e decide di partecipare al torneo per distruggere Ihadurca: si tratta dell'incarnazione di Lea, un'amica di infanzia di Kakurine. Kakurine inoltre è la responsabile di creare la maggioranza dei doppioni degli altri partecipanti per distrarli.
Ihadurca - "L'esistenza assoluta" (イハドゥルカ?, Ihadurca, Ihadulca nella versione giapponese)
Doppiata da: Kikuko Inoue (ed. giapponese), Lani Minella (ed. inglese)
La principale antagonista della trama, una donna di ventitré anni dai poteri straordinari. Ella è un'entità capace di esistere contemporaneamente in diversi luoghi: questa sua forma è stata sigillata all'interno della Evil zone, ma il confino è prossimo alla fine ed il torneo dovrà avere come risultato la sua eliminazione definitiva prima che Ihadurca riesca a liberarsi.

### Secondari
Brain Zar Deline (ブライン・ザァル・デライン?, Burain Zaru Derain)
Doppiato da: Norio Wakamoto (ed. giapponese), Paul Eiding (ed. inglese)
Capo della corte dei maghi ed insegnante di Al Alty Lazel. Egli appare sotto forma di copia di Al durante il torneo.
Himika Tenpouin (つまいし ひみか?, Tenpōin Himika)
Un altro membro del clan Tempou-in. Un anno più grande di Keiya nonché la sua miglior amica. Fu incaricata di distruggere la spada Shahal, ma imbattendosi in Lie venne sconfitta e ridotta in fin di vita.
Ihadurca Il Imella (イハドゥルカ・イル・イメラ?, Ihadurca Iru Imera)
Il suo corpo è stato posseduto da Ihadurca, anche se ella non è ancora del tutto scomparsa. Precedentemente era una maga di corte in una nazione di I-Praseru ed aveva una relazione con Brain Zar Deline.
Karin (かりん?)
Doppiata da: Kikuko Inoue (ed. giapponese), Moriah Angeline (ed. inglese)
Lo spirito che vive in Setsuna e la protegge. Ella è un frammento dell'anima di Lea, sebbene, al contrario delle sue altre incarnazioni, sia dolce e gentile.

## Differenze regionali
Nella versione statunitense ed europea, quasi tutte le età dei personaggi sono state cambiate per far apparire tutti i combattenti maggiorenni (tutti quelli sotto i 21 anni, sono stati portati a tale età). Questa scelta, in alcuni casi, sembrerebbe discutibile, soprattutto nel caso di Setsuna che ha subito un cambio d'età notevole, avendo (nel caso delle versioni occidentali) le fattezze fisiche di una liceale e gli anni di un'universitaria. Inoltre, nella versione statunitense, Erel ha subito una modifica del costume a causa della censura (la versione giapponese ed europea del suo costume lasciava scoperte le gambe).
Sempre nelle versioni occidentali, sono state sostituite due tracce musicali: il brano d'apertura Kiss in the Dark e il tema di Erel, che nella versione giapponese erano entrambe cantate.